# Tripterodon orbis
Tripterodon orbis är en fiskart som beskrevs av Playfair, 1867. Tripterodon orbis ingår i släktet Tripterodon och familjen Ephippidae. Inga underarter finns listade i Catalogue of Life.